# La Peña, Delstaten Mexiko
La Peña är en ort i Mexiko.   Den ligger i kommunen Villa de Allende och delstaten Mexiko, i den södra delen av landet, 110 km väster om huvudstaden Mexico City. La Peña ligger 2 413 meter över havet och antalet invånare är 430.
Terrängen runt La Peña är huvudsakligen kuperad, men västerut är den bergig. Runt La Peña är det ganska tätbefolkat, med 144 invånare per kvadratkilometer. Närmaste större samhälle är Ixtapan del Oro, 15,4 km sydväst om La Peña. I omgivningarna runt La Peña växer huvudsakligen savannskog.